# Cueva de Ignatievskaya
Cueva de Ignatievskaya ( en ruso: Игнатьевская пещера; a veces también escrito Ignateva, Ignatievka, Yamazy-Tash) es una cueva de piedra caliza en las orillas del río Sim, un afluente del río Belaya en las montañas del sur de los Urales de Rusia. En 1980 en este lugar se produjo el descubrimiento de una figura de Venus, con veintiocho puntos rojos entre las piernas que se cree que representan el ciclo menstrual femenino. La cueva también contiene microlitos, restos de animales, y muchas otras pinturas rupestres, así como una capa de materiales de la Edad del Hierro. A pesar de que algunas fuentes estiman la fecha de las pinturas en la cueva en el Paleolítico Superior, la datación por radiocarbono de los pigmentos en las pinturas en sus lugares de origen, más recientemente, estiman que son de entre 6000 y 8000 años atrás.